# Sleeping Fires
Sleeping Fires er en amerikansk stumfilm fra 1917 af Hugh Ford.

## Medvirkende
- Pauline Frederick - Zelma Bryce
- Maurice Steuart
- Helen Dahl - Helen King
- Thomas Meighan - David Gray
- Joseph W. Smiley - Joe Giles